# Saint-Menoux
Saint-Menoux – miejscowość i gmina we Francji, w regionie Owernia-Rodan-Alpy, w departamencie Allier.

## Demografia
Według danych na rok 1990 gminę zamieszkiwało 986 osób, a gęstość zaludnienia wynosiła 36 osób/km². W styczniu 2015 r. Saint-Menoux zamieszkiwało 1075 osób, przy gęstości zaludnienia wynoszącej 39,2 osób/km².